# Belső elválasztású mirigyek

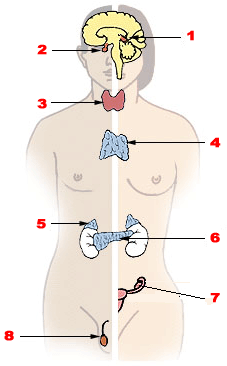
A fő endokrin mirigyek. (Bal oldalon férfiaknál, jobb oldalon nőknél) 1. Tobozmirigy 2. Agyalapi mirigy 3. Pajzsmirigy 4. Csecsemőmirigy 5. Mellékvese 6. Hasnyálmirigy Langerhans-szigetei 7. Petefészek 8. Here

A belső elválasztású mirigyek (endokrin mirigyek) olyan mirigyek, amelyek az életműködéseket szabályozó hormonjaikat közvetlenül a sejtközötti térbe, és ezáltal a véráramba juttatják. A hormonok így a mirigytől távoli szerveken fejthetik ki hatásukat.
Az endokrin mirigyek összessége a belső elválasztású mirigyek rendszere, az endokrin vagy hormonális rendszer.
A belső elválasztású mirigyek emberben a következők:
- hipotalamusz (az agy része)
- agyalapi mirigy (hipofízis)
- pajzsmirigy
- csecsemőmirigy
- mellékpajzsmirigy
- mellékvese
- endokrin hasnyálmirigy, avagy a Langerhans-szigetek
- petefészek
- méhlepény (placenta)
- here
- tobozmirigy

Hormonokat termelnek az alábbi szervek is:
- vese
- szív
- máj
- emésztőrendszer (gasztrointesztinális traktus, GIT)
- zsírszövet
- stb.